# Giorgos Tofi
Giorgos Tofi (13 maggio 1991) è un mezzofondista cipriota.

## Palmarès
| Anno | Manifestazione    | Sede                | Evento         | Risultato | Prestazione | Note                          |
| ---- | ----------------- | ------------------- | -------------- | --------- | ----------- | ----------------------------- |
| 2024 | Europei di cross  | Antalya             | Individuale    | 86º       | 25'12"      |                               |
| 2025 | Europei su strada | Bruxelles e Lovanio | Mezza maratona | 42º       | 1h08'18"    | Miglior prestazione personale |

## Campionati nazionali
2022
- Bronzo ai campionati ciprioti, 10000 m piani - 32'55"2
- Argento ai campionati ciprioti, 5000 m piani - 15'47"72
- Argento ai campionati ciprioti, 3000 m siepi - 9'32"85
- Argento ai campionati ciprioti di corsa campestre - 34'08"

2023
- Argento ai campionati ciprioti, 5000 m piani - 15'26"78
- Oro ai campionati ciprioti, 3000 m siepi - 9'48"62
- Oro ai campionati ciprioti di corsa campestre - 33'13"
- Oro ai campionati ciprioti di mezza maratona - 1h10'49"

2024
- Oro ai campionati ciprioti, 3000 m siepi - 9'27"28
- Oro ai campionati ciprioti di maratona - 2h29'31"
- Oro ai campionati ciprioti di mezza maratona - 1h08'44"

2025
- Oro ai campionati ciprioti di maratona - 2h27'50"

## Altre competizioni internazionali
2023
- 14º nella Second League degli Europei a squadre ( Chorzów), 3000 m siepi - 9'22"34
- 286º alla Maratona di Valencia ( Valencia) - 2h26'02"